# Haus Marienthal

Haus Marienthal

Das Haus Marienthal ist eine Jugendhilfeeinrichtung in Schweinfurt mit inzwischen mehr als 150-jähriger Tradition.

## Geschichte

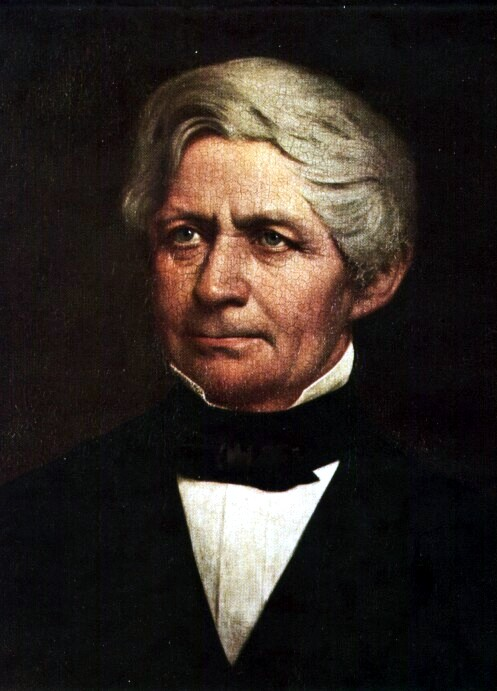
Johann Hinrich Wichern (1808–1881)

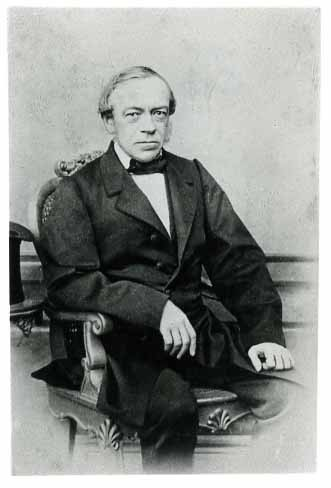
Ludwig von Jan

### Gründung
Im Jahr 1849 besuchte Johann Hinrich Wichern, der Gründer der Inneren Mission, auch Schweinfurt. Er hatte in Hamburg das „Rauhe Haus“ zur Rettung verwahrloster Kinder errichtet und überzeugte die Gemeinden von der Notwendigkeit, „um der Liebe Christi willen“ tätig zu werden.
Am 11. April 1851 konstituierte sich in Schweinfurt auf Anregung des sozial engagierten Gymnasialprofessors Ludwig von Jan ein „Hülfsverein“. Dieser St. Johanniszweigverein, der sich der Armenpflege sowie der Hilfe von bedrängten Familien und Waisenkindern widmete, beschloss die Einrichtung eines „Waisen- und Rettungshauses“. Dafür wurden 1852 Räumlichkeiten im damaligen Haus Johannisgasse Nr. 598 angemietet.
Ein Jahr später genehmigte die Regierung am 23. Juli 1853 die Ausführung eines Neubaus. Am 24. Juni 1854 (Johannistag) wurde das Waisen- und Rettungshaus eingeweiht und seiner Bestimmung übergeben. Den Namen „Haus Marienthal“ bekam die Einrichtung zu Ehren der Landesmutter Königin Maria.

### Weitere Entwicklung
Der Hausvater war gleichzeitig Lehrer der privaten Anstaltsschule. Am 22. September 1892 billigte die Regierung die Umwandlung der Heimschule in eine öffentliche Schule. Der Stadtmagistrat erkannte in einem Vertrag dem „Haus Marienthal“ zu, eine protestantisch konfessionelle Stiftungsschule zu führen. Damit war auch neben den Hauseltern die Anstellung eines Lehrers möglich.
Das Haus begann seine Arbeit mit 20 Kindern und wurde im Laufe der Jahre ausgebaut, so dass es bis zu 100 Kinder unterbringen konnte. Mehrere Grundstücke und landwirtschaftliche Flächen wurden zur Bearbeitung und Sicherung des Hausunterhalts erworben oder gepachtet. Die Waisenkinder arbeiteten in diesen Bereichen mit. Die überwiegend evangelischen Dörfer Sennfeld, Schwebheim und Gochsheim unterstützten das „Haus Marienthal“ mit landwirtschaftlichen Produkten bis in unsere Zeit. Schenkungen von Grundstücken und Vermächtnisse erweiterten die wirtschaftliche Basis.
Seit dem Jahr 1931 besuchen die Kinder des Hauses die öffentlichen Schulen der Stadt.

### Schließung im Dritten Reich
Im Jahre 1940 wurde nach Anschuldigungen gegen den damaligen Diakon Habdank das Haus als tendenziöse Einrichtung durch die Gestapo geschlossen und der Verein zur Selbstauflösung gezwungen. In einem Protokoll von 1940 schildert Pfarrer Beyl, der damalige Vorsitzende von „Haus Marienthal“, den Vorgang so: „Am Montag, den 22.1.40 wurde ich nach Rückkehr vom Schulunterricht in die Anstalt Marienthal gerufen. Dort trat mir ein Herr der Gestapo Würzburg gegenüber und erklärte, sie seien beauftragt auf Grund verschiedener Angaben und Beschwerden den gesamten Anstaltsbetrieb zu überprüfen und forderten von mir, dass ich die Anstalt nicht eher wieder betreten möchte, bis sie mich rufen würden, was zwei bis drei Tage dauern könnte. Es sei das nötig, um den Verlauf der Untersuchung nicht zu beeinträchtigen. Fragen meinerseits, nach welcher Seite hin und durch wen Angaben und Beschwerden eingelaufen seien, fanden die Antwort, dass darüber kein Aufschluss gegeben werden dürfte. Ich sah und erfuhr nur noch, dass in mehreren Zimmern Untersuchungsräume eingerichtet und mit Herren der Gestapo besetzt worden waren. Der Hausvater, Verwalter Habdank, war am Morgen beim Eintreffen der Gestapo sofort in Schutzhaft genommen und weggeführt worden, der Hausmutter und den Angestellten war gesagt, dass sie jegliche Besprechungen mit den Kindern zu unterlassen hätten, weil sonst ähnlich mit ihnen verfahren werden müsste, wie mit dem Hausvater. Das Untersuchungsverfahren nahm dann seinen Fortgang.“

### Neugründung und Erweiterung
Nach dem Zusammenbruch des Hitlerregimes erfolgte 1950 die Rückgabe des Heimes durch die Stadt Schweinfurt an den wiedergegründeten Verein. Neue pädagogische Konzepte schufen aus dem Waisen- und Kinderheim ein Erziehungsheim für Kinder und Jugendliche. Zunächst wurde das Haus als „heilpädagogisch orientiertes Heim“ geführt.
Ab 1970 wurden in den Bundesländern Heimrichtlinien veröffentlicht, welche die Beschäftigung sozialpädagogischer Fachkräfte verbindlich vorschrieben. Die Umwandlung in ein „heilpädagogisches Heim“ erfordert Umbauten des Hauses und Neubauten. So erfolgte 1983 der erste Spatenstich für das neue angegliederte Gebäude und 1984 die Einweihung des Neubaus mit einem Gottesdienst. Das alte Gebäude wurde saniert und für eine heilpädagogische Wohngruppe sowie eine Jugendwohngemeinschaft den neuen Bedürfnissen angepasst. Das auf der anderen Seite des Marienbachs gelegene „Haus Johanneum“ wurde für die Betreuung älterer Jugendlicher umgestaltet.
Der Ankauf eines Hauses bei Forst, Gemeinde Schonungen, wurde 1991 nach Umbauten zu einem Heim für die erste Heimaußenstelle. Stiftungen und Vermächtnisse ermöglichten die Finanzierung weiterer Aufgaben: Seit Ende der 1980er-Jahre wurde der ambulante Bereich ausgebaut, weitere Beratungsangebote kamen hinzu. Dieser ambulante Bereich („Flexible Hilfen“) ist seit 2008 nun im Johanneum untergebracht.
Bereits seit 2000 gehören sämtliche Schülerhorte der Stadt Schweinfurt zum „Haus Marienthal“ und bilden hier den teilstationären Bereich. Als weitere Arbeitsschwerpunkte kamen in den letzten Jahren noch Jugendsozialarbeit an Schulen, Mittagsbetreuung, Streetwork sowie zwei sozialpädagogische Tagesgruppen hinzu. Das Haus Marienthal ist heute gesellschaftsrechtlich eine gemeinnützige GmbH unter dem Namen „Haus Marienthal – Evangelische Kinder-, Jugend- und Familienhilfe Schweinfurt gGmbH“.